# Picket Post
Picket Post est un carrefour routier et une aire de repos - zone de service dans le parc national New Forest, dans le comté du Hampshire, en Angleterre. 
Il se trouve sur la route A31.

## Vue d'ensemble
Picket Post est situé sur la route A31, voie rapide qui traverse la New Forest. 
Il est situé à 4 km de la route A338 qui passe à Ringwood et à 12,8 km de la sortie 1 de la  M27 à Cadnam. Une simple route , au village de Burley se joint à l’A31 à Picket Post. 
Une aire de service se trouve en bordure de route, des deux côtés de la route à deux voies.
Picket Post possède un terrain de cricket dédié au club d'Ellingham, un terrain d'entraînement de rugby se trouve à côté,.

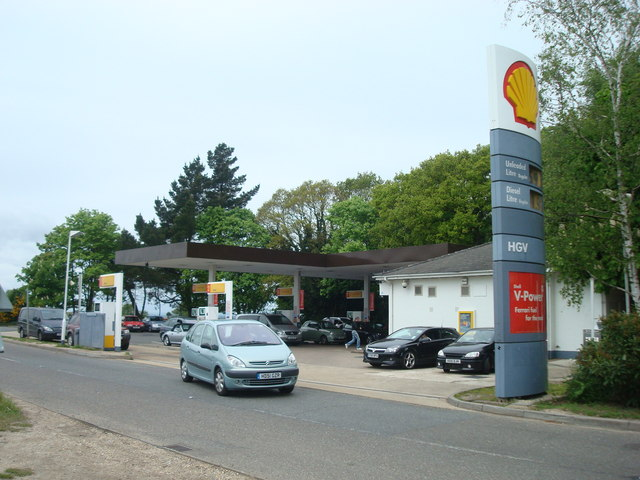
Station service à Picket Post.

## Histoire
Picket Post était autrefois un important carrefour de la route à péage de Poole à la route menant à Burley et à Lymington. 
Le nom dérive d’un piquet (c’est-à-dire d’un poteau) qui marque l’endroit, mais il se peut qu’il ait acquis une seconde signification à partir d’un « piquet » de soldats stationnés à un point stratégique, sur la route des contrebandiers. 
La localité a possédé une auberge pendant la plus grande partie du XIXe siècle. Vers 1900, elle est devenue un salon de thé dont l'enseigne était une grande bouilloire en or ; elle a été démolie en 1969.